# Rio Nioaque
Rio Nioaque är ett vattendrag i Brasilien.   Det ligger i delstaten Mato Grosso do Sul, i den södra delen av landet, 1 000 km sydväst om huvudstaden Brasília.
Omgivningarna runt Rio Nioaque är huvudsakligen savann. Runt Rio Nioaque är det mycket glesbefolkat, med 4 invånare per kvadratkilometer.